# Schaafheim
Schaafheim là một đô thị thuộc huyện Darmstadt-Dieburg, bang Hessen, Đức. Đô thị Schaafheim có diện tích 32,16 km².